# Johan Ihre
Johan Ihre (født 14. marts 1707 i Lund, død 1. december 1780 i Uppsala) var en svensk sprogforsker.
Ihre studerede først i Uppsala, derefter (1730—33) i London, Oxford, Paris og andre steder. I 1737 blev han professor i latin i Uppsala, og 1738 modtog han et professorat i veltalenhed og politik sammesteds, hvilket han beklædte til sin død. De selvstændige anskuelser i religion og politik, som han frimodig udtalte, pådrog ham i begyndelsen en del ubehageligheder (proces, bøder med mere).
Ihres sprogvidenskabelige arbejder vandt derimod samtidens ubestridte anerkendelse og nævnes vedvarende blandt de mest epokegørende i den nordiske filologi. Han arbejdede for større fasthed og konsekvens i svensk sprogbrug og retskrivning, såvel som for en mådeholden udskilning af fremmedord. I dette øjemed burde man gøre flittig brug af oldsproget og de forskellige landskabsmål.
I overensstemmelse med dette program planlagde Ihre en etymologisk svensk ordbog, som udkom 1769 under navnet Glossarium Suio Gothicum; i dette værk forklarede han det svenske sprogs ordforråd ved hjælp af oldsvensk, islandsk, gotisk med flere oldgermanske, stundom også mere fjerntstående sprog. Udmærket ved grundighed og en for den tid streng kritik brød det en ny bane for sprogforskningen i Sverige og stod i over et århundrede uopnået.
Af interesse er det også, at Ihre der har påpeget en vis regelmæssighed i konsonantvekslingen, hvilket røber anelser om den såkaldte germanske lydforskydningslov, langt senere udviklet af Rasmus Rask og Jakob Grimm. Ihre udgav også et forsøg på et Svenskt dialektlexikon (1766). Ikke mindre fortjenester indlagde Ihre sig af studiet af gotisk. Han fastslog, at Codex Argenteus var skreven i dette sprog og hørte til Wulfilas Bibeloversættelse. Hans disputatser og skrifter over gotisk samledes og udgaves af Büsching (1773).
Også oldforskningen førte han fremad. I modsætning til Rudbeckianerne mente han, at runerne i Sverige ikke var ældre end 6. århundrede, og indså, at den såkaldte "fornjoterske" kongeslægt var uhistorisk. Han påviste også, at Snorres Edda var en islandsk poetik. Ihre er måske Sveriges genialeste og i alt fald første videnskabelige sprogforsker. Skønt hans skrifter efter tidens skik næsten alle var på latin, forfægtede han varmt modersmålets ret til at benyttes i videnskabelig fremstilling.